# Berge (Brandenburgia)
Berge – gmina w Niemczech w kraju związkowym Brandenburgia, w powiecie Prignitz, wchodzi w skład urzędu Putlitz-Berge.